# Flintshire
Flintshire (kymriska: Sir y Fflint) är ett grevskap och en kommun (principal area) i norra Wales. Det gränsar mot Wrexham och Denbighshire i Wales, och Merseyside och Cheshire i England. Huvudort är Mold. Flintshire har cirka 155 000 invånare (2022).

## Det traditionella grevskapet
Det nuvarande grevskapet upprättades år 1996, men Flintshire har längre historia. Gränsen för det traditionella och det administrativa grevskapet stämmer inte överens. Speciellt gäller detta enklaven Maelor Saesneg, som administreras som en del av Wrexham, och Prestatyn och Rhyl som en del av Denbighshire.

## Större orter i Flintshire
- Buckley
- Connah's Quay
- Flint
- Hawarden
- Holywell
- Mold

## Administrativ indelning
Flintshire är indelat i 36 communities:   
- Argoed
- Bagillt
- Broughton and Bretton
- Brynford
- Buckley
- Caerwys
- Cilcain
- Connah's Quay
- Flint
- Gwernaffield with Pantymwyn
- Gwernymynydd
- Halkyn
- Hawarden
- Higher Kinnerton
- Holywell
- Hope
- Leeswood and Pontblyddyn
- Llanasa
- Llanfynydd
- Mold
- Mostyn
- Nannerch
- Nercwys
- Northop
- Northop Hall
- Penyffordd
- Queensferry
- Saltney
- Sealand
- Shotton
- Trelawnyd and Gwaenysgor
- Treuddyn
- Whitford
- Ysceifiog